# Elis Schröderheim
Elis Schröderheim (26. marts 1747—30. august 1795) var en svensk embedsmand.
Schröderheim nedstammede fra en tysk slægt Schröder, som ved midten af 17. århundrede var kommen til Sverige og 1759 adledes under navnet Schröderheim. Han kom tidlig ind på embedsbanen og vandt Gustaf III’s gunst ved den
dygtighed, hvormed han på rigsdagen 1778 fungerede som bondestandens sekretær; 1782 blev han statssekretær. 
Schröderheim var på grund af sin åndrighed og livlighed Gustaf III’s specielle yndling og hørte til dem, der fortrinsvis arrangerede hoffets fornøjelser. Ved hans virksomhed som embedsmand klæber en svær plet, den simoni, han drev ved besættelsen af kirkelige embeder (den såkaldte pastoratshandel). 
Efter 1786 ophørte Schröderheim at have indflydelse i den højere administration og blev tilforordnet landshøvding i Upsala Len; 1786 blev han en af de 18 i det nystiftede svenske Akademi. 1792 blev han tilforordnet hofkansler; efter Gustaf III’s død var han landshøvding i Upsala, men fik 1794 sin afsked.
Schröderheim mistænktes uden grund for delagtighed i den såkaldte Armfeltske sammensværgelse. Han døde i fattigdom. Schröderheim, der udmærkede sig ved sin åndrighed og sine fremragende egenskaber som humoristisk skribent og komedieforfatter, efterlod sig Anteckningar till Gustaf III’s historia. 
Hans hustru Anna Charlotta von Stapelmohr (1754—1792) er bleven bekendt ved sin åndrighed og slagfærdighed i replikken, egenskaber, der til sidst pådrog hende Gustaf III’s unåde. Det almindeligst forekommende portræt af fru Schröderheim er ikke autentisk, men er kun ved en forveksling blevet henført til hende. Det rette findes i "Personhistorisk Tidskrift" (svensk) II.